# Stade du Dr. Getúlio Dornelles Vargas
Le Stade du Dr. Getúlio Dornelles Vargas (en portugais : Estádio Dr. Getúlio Dornelles Vargas), également connu sous le nom de Montanha, est un stade omnisports brésilien (principalement utilisé pour le football et le rugby à XV) situé dans la ville de Bento Gonçalves, dans l'État du Rio Grande do Sul.
Le stade, doté de 6 000 places et inauguré en 1945, sert d'enceinte à domicile à l'équipe de rugby à XV du Farrapos Rugby Clube, et l'équipe de football américain des Bento Gonçalves Snakes.
Le stade porte le nom de Getúlio Vargas, homme politique et président du Brésil entre 1951 et 1954 (et originaire de la région).

## Histoire
Il est inauguré le 26 août 1945, lors d'un match nul 0-0 des locaux du CE Bento Gonçalves contre CER Atlântico.
Le premier but officiel inscrit au stade est l'œuvre du joueur Roni, de l'Esportivo.
Le club joue ses matchs à domicile au stade jusqu'en 2003, année de l'inauguration du nouveau stade de football de la ville, le Stade du parc sportif Montanha dos Vinhedos.
Il est un des premiers stades de rugby à XV de tout le pays.
Depuis 2016, le stade accueille les matchs à domicile du club de football américain des Bento Gonçalves Snakes.